# Набэсима Мунэнори
Набэсима Мунэнори (яп. 鍋島 宗教, 19 мая 1718 — 7 марта 1780) — японский даймё периода Эдо, 7-й правитель княжества Сага (1738—1760).

## Биография
Старший сын Набэсимы Мунэсигэ, 6-го даймё Саги. Мать, Садахимэ, дочь Кудзэ Митики, четвёртого сына Наканоин Митисигэ. Его детское имя было Манкити (萬吉), а его изначальное имя было Норисигэ (教茂).
В 1738 году Норисигэ унаследовал княжество в связи с уходом своего отца на покой. Ему был дарован иероглиф сёгуна Токугава Ёсимунэ как часть имени (также как и его отцу), но он не использовал традиционный иероглиф семьи Набэсима чтобы не носить идентичное отцу имя — Мунэнори (宗教). Примерно в это же время финансовые трудности княжества Сага были серьёзными, и сумма заёмных денег увеличилась, а финансы казны зависели от риса и серебра, пожертвованных семьями.
Примерно с 1745 года возникла проблема с его преемником и движение за то, чтобы заставить Мунэнори уйти в отставку. В эти волнения также были вовлечены Набэсима Наоцунэ, даймё Хасуноикэ и Набэсима Сигэаки, даймё Такэо.
В 1760 году Мунэнори вышел в отставку и передал княжество своему младшему брату Набэсиме Сигэмоти. В 1780 году Набэсима Мунэнори умер в возрасте 61 года. Его каймё было Котоку-индэн Суйсё Рёрин Дайкодзи (光徳院殿瑞章良麟大居士).
Жена, Цунахимэ, дочь Наканоина Митими.